# زکری استنینگ
زکری استنینگ (انگلیسی: Zachary Stenning) نظامی اهل بریتانیا است، که هم‌اکنون به‌عنوان فرمانده مدرسه نظامی سلطنتی سندهرست فعالیت می‌کند. وی برندهٔ جوایزی همچون نشان امپراتوری بریتانیا شده‌است.